# Neonemataceae
Famille
Les Neonemataceae sont une famille d'algues de l'embranchement des Ochrophyta  de la classe des Xanthophyceae et de l’ordre des  Tribonematales.

## Étymologie
Le nom vient du genre type Neonema, composé du préfixe neo-, nouveau, et du grec νήμα / nema, fil.

## Systématique
La famille des Neonemataceae a été créée en 1977 par le botaniste tchécoslovaque Hanuš Ettl (d) (1931-1997),.

## Liste des genres
Selon AlgaeBase (19 avril 2022) :
- Chadefaudiothrix Bourrelly, 1957
- Neonema Pascher, 1925

## Publication originale
- (de) Hanuš Ettl, « Taxonomische Bemerkungen zu den Xanthophyceen », Nova Hedwigia, Allemagne, vol. 28,‎ 1977, p. 555-568 (ISSN 0029-5035).